# Boven de bergen
Boven de bergen is een Nederlandse film uit 1992.
De film ging in première tijdens het Filmfestival in Utrecht (1992), en is grotendeels in zwart-wit gefilmd behalve de flashbackscènes met hoofdrolspeler Rina, die zijn in kleur.

## Verhaal
De film vertelt over zes mensen die het Pieterpad bewandelen op weg naar de top van de berg en op zoek zijn naar de zin van het leven. Onder hen zijn vijf 40+ers, gekrenkt door jeugdtrauma's en midlifecrisis, en een 18-jarige jongen.

## Rolverdeling
| Acteur                    | Personage |
| ------------------------- | --------- |
| Catherine ten Bruggencate | Rina      |
| Roos Blaauboer            | Neeltje   |
| Johan Leysen              | Vincent   |
| Esgo Heil                 | Stefan    |
| Renée Fokker              | Helene    |
| Eric Corton               | Jan-Paul  |
| Sacco van der Made        | Veerman   |